# Péninsule d'Izu

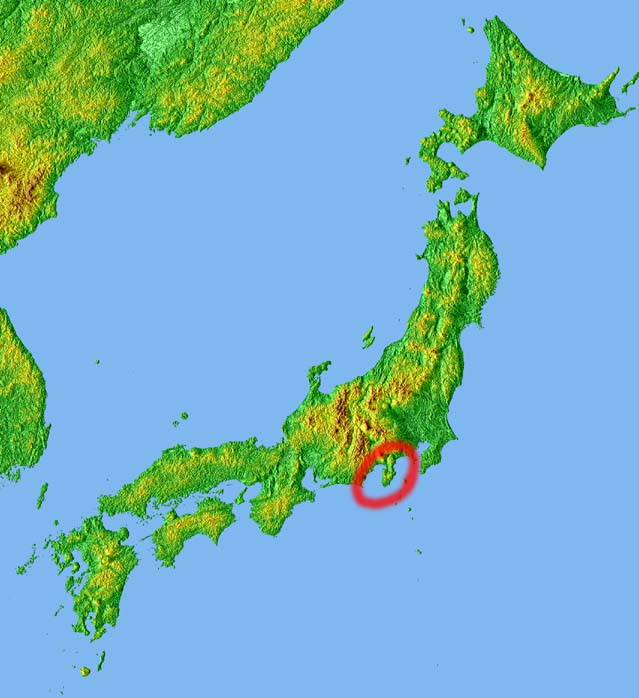
Carte du Japon avec la péninsule d'Izu entourée en rouge.

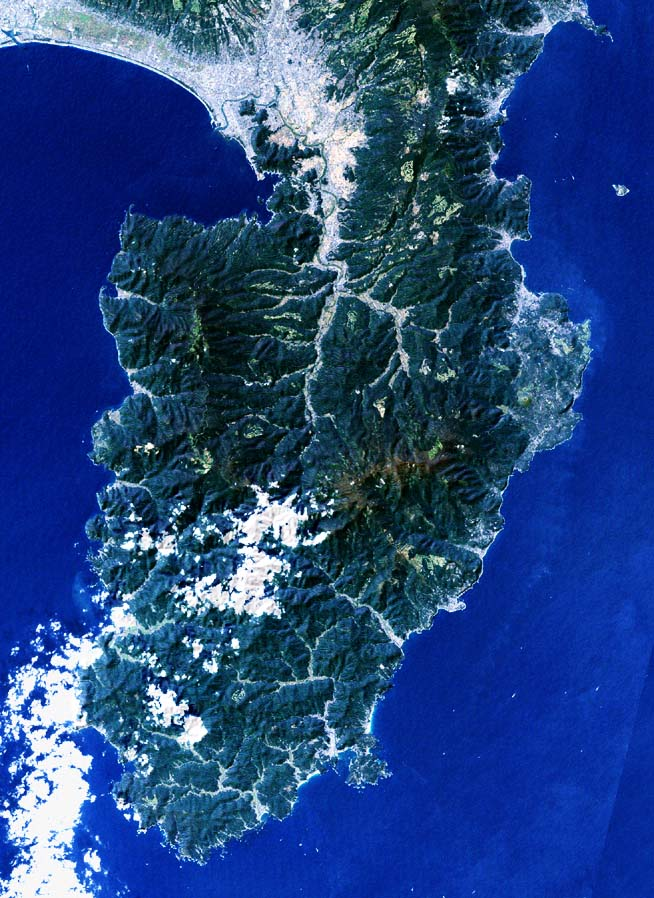
Image satellite de la péninsule d'Izu.

La péninsule d'Izu (伊豆半島) se situe à environ cent kilomètres au sud-ouest de Tokyo, et doit son nom à la ville d'Izu.
Elle s'étend sur 3 000 km2 et représente le tiers de la préfecture de Shizuoka.
Elle est bordée à l'ouest par la baie de Suruga et à l'est par la mer ouverte de Sagami. Au sud-est s'étend l'archipel d'Izu.
Géologiquement, elle fait partie de la plaque philippine qui avance vers le nord-ouest dans les plaques de l'Amour et d'Okhotsk.
La péninsule est célèbre pour ses eaux et la ville de Shimoda, port ouvert aux étrangers par la convention de Kanagawa signée en 1854 sous la férule du commodore Matthew Perry.